# Stelle principali della costellazione dell'Uccello del Paradiso
Segue un prospetto delle stelle principali della costellazione dell'Uccello del Paradiso, elencate per magnitudine decrescente.